# 三木康一郎
三木 康一郎（みき こういちろう、1970年12月7日 -）は、日本の映画監督、演出家。富山県富山市大沢野出身。

## 作品歴

### 映画
- トリハダ 劇場版（2012年9月13日、監督・脚本）
  - トリハダ 劇場版2（2014年9月20日、監督・脚本）
- のぞきめ（2016年4月2日、監督）
- 植物図鑑 運命の恋、ひろいました（2016年6月4日、監督）
- 覆面系ノイズ（2017年11月25日、監督）
- リベンジgirl（2017年12月23日、監督）
- 旅猫リポート（2018年10月26日、監督）
- “隠れビッチ”やってました。（2019年12月6日、監督）[4]
- 弱虫ペダル（2020年8月14日、監督）[5]
- 10万分の1（2020年11月27日、監督）
- 劇場版ポルノグラファー〜プレイバック〜(2021年2月26日、監督・脚本)
- 恋わずらいのエリー（2024年3月15日公開、監督）[6]
- 先生の白い嘘（2024年7月5日公開、監督）[7]
- うちの弟どもがすみません（2024年12月6日公開、監督）[8]

### テレビドラマ
- スマートモンスターズ（1998年、テレビ朝日）
- なっちゃん家（1998年、テレビ朝日）
- 都立水商!（2006年3月28日、日本テレビ、監督）
- capsule（2006年4月5日、フジテレビ）
- 世にも奇妙な物語 秋の特別編「昨日公園」（2006年10月2日、フジテレビ、演出）
- トリハダシリーズ（フジテレビ）
  - トリハダ〜夜ふかしのあなたにゾクッとする話を（2007年3月29日、監督、脚本）
  - トリハダ2〜夜ふかしのあなたにゾクッとする話を「ネック」（2007年9月27日、監督、脚本）
  - トリハダ3〜夜ふかしのあなたにゾクッとする話を（2008年4月2日、監督）
  - トリハダ4〜夜ふかしのあなたにゾクッとする話を（2008年10月9日、監督、脚本）
  - トリハダ5〜夜ふかしのあなたにゾクッとする話を（2009年3月30日、監督、脚本）
  - トリハダ6〜夜ふかしのあなたにゾクッとする話を（2009年10月7日、監督、脚本）
  - カクセイ〜恐怖に目覚める6つのストーリー（2011年3月31日、監督、脚本）
  - ドクロゲキ〜後味の悪いサスペンス〜（2012年1月14日、監督、脚本）
  - ドクロゲキ2〜後味の悪いサスペンス〜（2012年6月9日、監督、脚本）
- DRAMATIC-J（関西テレビ）
- 蒼井優×4つの嘘 カムフラージュ（WOWOW）
- TAXMEN（2010年、TOKYO MX・テレビ神奈川、総監督）
- 宇宙犬作戦（2010年、テレビ東京、監督）
- R60スネークマンショー（2011年4月、WOWOW）
- 走馬灯株式会社（2012年、TBS、総監督）
- ホラー アクシデンタル（2013年、フジテレビ、監督・脚本）
- ダブルトーン 〜2人のユミ〜（2013年、NHK、監督）
- WONDA×AKB48 ショートストーリー「フォーチュンクッキー」（2013年、フジテレビ、監督）
- お先にどうぞ（2013年、WOWOW、監督）
- 夫のカノジョ（2013年、TBS、演出）
- 女子高警察（2013年、フジテレビ、監督）
- シンドラ 集合住宅の恐怖（2014年、フジテレビ、監督・脚本）
- オトナグリム（2014年、フジテレビ、監督・脚本）
- 東京センチメンタル（2014年・2016年、テレビ東京、監督・脚本）
- ふれなばおちん（2016年6月 - 2016年8月、NHK、監督）
- ラブラブエイリアン（2016年7月 - 2016年9月、フジテレビ　監督・脚本）
  - ラブラブエイリアン2（2018年1月 - 2018年3月、フジテレビ 監督・脚本）
- ポルノグラファー（2018年8月 - 2018年9月、フジテレビ 監督・脚本）
- 来世ではちゃんとします（2020年1月、テレビ東京 監督）[9]
  - 来世ではちゃんとします2（2021年9月、テレビ東京 監督）
  - 来世ではちゃんとします お正月初夢SP（2022年1月、テレビ東京、監督）
  - 来世ではちゃんとします3（2023年1月 - 3月、テレビ東京、監督）
- 絶対BLになる世界VS絶対BLになりたくない男（2021年、テレビ朝日、監督）
  - 絶対BLになる世界VS絶対BLになりたくない男シーズン2（2022年3月、テレビ朝日、監督）
- じゃない方の彼女（2021年7月、テレビ東京、監督）
- 全力!クリーナーズ（2022年4月18日 - 6月20日、朝日放送テレビ 監督）
- TOKYO RAILWAY〜東京こじらせ女（2022年9月、フジテレビ、監督・脚本）
- 僕らのミクロな終末（2023年1月 - 3月、朝日放送、フジテレビオンデマンド、監督・脚本）
- こういうのがいい（2023年10月 - 12月、朝日放送テレビ、監督・脚本）
- 過保護な若旦那様の甘やかし婚（2024年5月 - 6月、毎日放送、監督・脚本）

### 配信ドラマ
- ポルノグラファー〜インディゴの気分〜（2019年2月 - 4月、フジテレビオンデマンド 監督・脚本)
- 東京ラブストーリー（2020年4月、フジテレビオンデマンド・Amazonプライム・ビデオ 監督）[10]
- ギヴン（2021年10月 - 12月、フジテレビオンデマンド 監督・脚本)

### バラエティ
- さんまのナンでもダービー（1993年 - 1995年、テレビ朝日）ディレクター
- ビートたけしのD-1グランプリ（1997年 - 1998年、テレビ朝日）ディレクター
- ウッチャンナンチャンの炎のチャレンジャー（1995年 - 1997年、テレビ朝日）
- V6の素（1999年、フジテレビ）
- マッハブイロク（2000年、フジテレビ）
- 世界超密着TV!ワレワレハ地球人ダ!!（2000年 - 2001年、フジテレビ）
- ビューティーコロシアム（2002年、フジテレビ）
- サバイバー（TBS））
- クイズ!スパイ2/7（フジテレビ）
- 禁じられた遊び（2003年、フジテレビ）
- お厚いのがお好き（2003年 - 2004年、フジテレビ）
- ニューデザインパラダイス（2004年 - 2006年、フジテレビ）
- アイデアの鍵貸します（2006年 - 2007年、フジテレビ）
- SMAP×SMAP特別編 道徳×SMAP（関西テレビ・フジテレビ）
- ニッポン インポッシブル（2010年、フジテレビ）
- 落語家Xの快楽 シーズン1（2010年、WOWOW）
  - 落語家Xの快楽 シーズン2（2011年、WOWOW)
- ブランドストーリー（2010年 - 2011年、BS日テレ）
- 有吉くんの正直さんぽ（2012年 - 2014年、フジテレビ）
- スナック喫茶エデン（2012年 - 2013年、フジテレビ、演出）

## 略歴
来歴
1993年からバラエティ番組のディレクターとして活動、視聴者参加型番組の「ウッチャンナンチャンの炎のチャレンジャー　これができたら100万円!!」（EX系）や、情報バラエティ番組「ニューデザインパラダイス」（CX系）などの演出を手がける。06年、NTV系のスペシャルドラマ「都立水商！」でドラマ初メガホン。映画ではホラー作品「トリハダ　劇場版」2作品（12、14）を監督。人気少女漫画を実写映画化した「植物図鑑　運命の恋、ひろいました」（16）が大ヒットを記録した。